# Lars Sidenius
Lars Sidenius (født 11. marts 1949) er en dansk skuespiller.
Sidenius er uddannet fra Statens Teaterskole i 1984.
Debuterede som forfatter april 2012 på Forlaget Fahrenheit med bogen "Johanne, Johanne ..."

## Filmografi

### Film
| År   | Titel                  | Rolle   | Noter    |
| ---- | ---------------------- | ------- | -------- |
| 1984 | Den onde cirkel        |         | Kortfilm |
| 1984 | Rainfox                | Betjent |          |
| 1986 | Et skud fra hjertet    |         |          |
| 1986 | Manden i månen         |         |          |
| 1989 | Kærlighed uden stop    |         |          |
| 1990 | Springflod             |         |          |
| 1993 | Smukke dreng           |         |          |
| 2001 | At klappe med een hånd |         |          |
| 2007 | Rich Kids              |         |          |

### Tv-serier
| År        | Titel             | Rolle | Noter |
| --------- | ----------------- | ----- | ----- |
| 1986      | Een gang strømer  |       |       |
| 1994      | Strenge tider     |       |       |
| 1996-1997 | Bryggeren         |       |       |
| 1997-1998 | Strisser på Samsø |       |       |
| 2002      | Hotellet          |       |       |
| 2008      | Livvagterne       |       |       |
| 2009      | Forbrydelsen II   |       |       |